# Novara Calcio 1975-1976
Questa voce raccoglie le informazioni riguardanti il Novara Calcio nelle competizioni ufficiali della stagione 1975-1976.

## Stagione

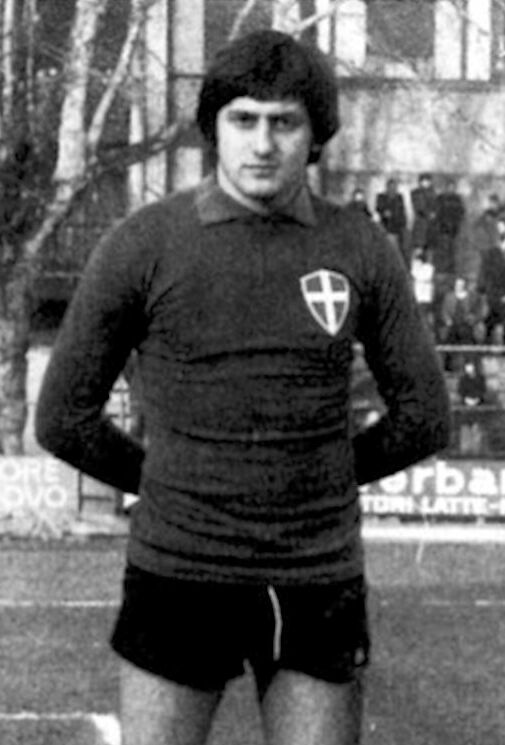
Il promettente portiere Claudio Garella, il più impiegato della squadra nella sua unica stagione a Novara.

Presentatosi ai nastri di partenza della stagione con un organico rinnovato in maniera consistente e con Lamberto Giorgis alla guida tecnica, il Novara iniziò ottenendo un pareggio su quattro partite del primo raggruppamento della Coppa Italia. In campionato, dopo un inizio lento, si portò nelle posizioni alte della classifica candidandosi tra le pretendenti alla promozione e ottenendo, a metà aprile, la terza posizione valida per l'ascesa in massima serie. La settimana successiva, fu disputato lo scontro diretto con il Catanzaro, indietro di un punto: il risultato di 1-1 fu annullato a causa di una irregolarità commessa da parte della direzione di gara. Tale avvenimento destabilizzò il cammino della squadra, che perdendo per 3-0 nel recupero (disputato il 17 giugno, a tre giorni dalla conclusione del campionato) si vide tagliata fuori dalla lotta per la promozione.

## Divise
Sul petto è riportato lo stemma di Novara.
| 1ª maglia | 2ª maglia | 3ª maglia |

## Organigramma societario
Area direttiva
- Presidente: Santino Tarantola

Area tecnica
- Allenatore: Lamberto Giorgis

## Rosa
| N. |                   | Ruolo | Calciatore         |
| -- | ----------------- | ----- | ------------------ |
|    | Italia (bandiera) | P     | Claudio Garella    |
|    | Italia (bandiera) | P     | Giorgio Nasuelli   |
|    | Italia (bandiera) | D     | Giovanni Udovicich |
|    | Italia (bandiera) | D     | Alberto Vivian     |
|    | Italia (bandiera) | D     | Leonardo Menichini |
|    | Italia (bandiera) | D     | Antonio Veschetti  |
|    | Italia (bandiera) | D     | Marzio Lugnan      |
|    | Italia (bandiera) | D     | Massimo Venturini  |
|    | Italia (bandiera) | C     | Sergio Ferrari     |
|    | Italia (bandiera) | C     | Giordano Galli     |
|    | Italia (bandiera) | C     | Giancarlo Guidetti |
|    | Italia (bandiera) | C     | Gaetano Paolillo   |

| N. |                   | Ruolo | Calciatore               |
| -- | ----------------- | ----- | ------------------------ |
|    | Italia (bandiera) | C     | Gianni Pauselli          |
|    | Italia (bandiera) | C     | Orano Rolfo              |
|    | Italia (bandiera) | C     | Antonio Rocca            |
|    | Italia (bandiera) | C     | Ernesto Scorletti        |
|    | Italia (bandiera) | C     | Alberto Marchetti        |
|    | Italia (bandiera) | C     | Giancarlo Morelli        |
|    | Italia (bandiera) | A     | Rosario Castronovo       |
|    | Italia (bandiera) | A     | Luigi Giannini           |
|    | Italia (bandiera) | A     | Claudio Pellegrini (III) |
|    | Italia (bandiera) | A     | Claudio Piccinetti       |
|    | Italia (bandiera) | A     | Sandro Salvioni          |
|    | Italia (bandiera) | A     | Ennio Fiaschi            |

## Risultati

### Serie B

#### Girone di andata
| Taranto 28 settembre 1975 | Taranto                     | 0 – 0 | Novara | Stadio Salinella\| Arbitro: \| Moretto (San Donà di Piave) \| |
| Arbitro:                  | Moretto (San Donà di Piave) |       |        |                                                               |

| Novara 5 ottobre 1975 | Novara          | 0 – 0 | Modena | Vecchio Stadio Comunale\| Arbitro: \| Mascia (Milano) \| |
| Arbitro:              | Mascia (Milano) |       |        |                                                          |

| Novara 12 ottobre 1975 | Novara            | 0 – 0 | Lanerossi Vicenza | Vecchio Stadio Comunale\| Arbitro: \| Barboni (Firenze) \| |
| Arbitro:               | Barboni (Firenze) |       |                   |                                                            |

| Arbitro: | Lazzaroni (Milano) |

|               |           |                 |
| Pelliccia 77’ | Marcatori | 7’, 72’ Fiaschi |

| Arbitro: | Casarin (Milano) |

|             |           |  |
| Fiaschi 62’ | Marcatori |  |

| Arbitro: | Gialluisi (Barletta) |

|              |           |  |
| Musiello 82’ | Marcatori |  |

| Arbitro: | Andreoli (Padova) |

|              |           |  |
| Mutti II 37’ | Marcatori |  |

| Arbitro: | Mattei (Macerata) |

|             |           |  |
| Fiaschi 77’ | Marcatori |  |

| Arbitro: | Trinchieri (Reggio Emilia) |

|                   |           |             |
| Ferrari 8’ (aut.) | Marcatori | 90’ Fiaschi |

| Novara 30 novembre 1975 | Novara              | 0 – 0 | Catanzaro | Vecchio Stadio Comunale\| Arbitro: \| Menicucci (Firenze) \| |
| Arbitro:                | Menicucci (Firenze) |       |           |                                                              |

| Arbitro: | Levrero (Genova) |

|                 |           |               |
| Francesconi 11’ | Marcatori | 61’ Marchetti |

| Arbitro: | Schena (Foggia) |

|           |           |              |
| Rocca 51’ | Marcatori | 90’ Maggiora |

| Arbitro: | Vannucchi (Bologna) |

|                      |           |                    |
| Veschetti 88’ (aut.) | Marcatori | 7’, 26’ Piccinetti |

| Arbitro: | Mascali (Desenzano del Garda) |

|             |           |  |
| Fiaschi 36’ | Marcatori |  |

| Novara 11 gennaio 1976 | Novara          | 0 – 0 | Sambenedettese | Vecchio Stadio Comunale\| Arbitro: \| Mascia (Milano) \| |
| Arbitro:               | Mascia (Milano) |       |                |                                                          |

| Arbitro: | Terpin (Trieste) |

|             |           |                   |
| Zanolla 33’ | Marcatori | 49’ (rig.) Vivian |

| Arbitro: | Bergamo (Livorno) |

|                      |           |           |
| Marchetti 85’ (rig.) | Marcatori | 83’ Conti |

| Arbitro: | Benedetti (Roma) |

|                             |           |                            |
| Bonafè 41’ (rig.) Righi 66’ | Marcatori | 28’ Fiaschi 35’ Piccinetti |

| Novara 9 febbraio 1976 | Novara              | 0 – 0 | Foggia | Nuovo Stadio Comunale\| Arbitro: \| Vannucchi (Bologna) \| |
| Arbitro:               | Vannucchi (Bologna) |       |        |                                                            |

#### Girone di ritorno
| Arbitro: | Tonolini (Milano) |

|                                     |           |                          |
| Piccinetti 41’ Marchetti 70’ (rig.) | Marcatori | 15’ Jacomuzzi 55’ Turini |

| Modena 22 febbraio 1976 | Modena               | 0 – 0 | Novara | Stadio Alberto Braglia\| Arbitro: \| Barbaresco (Cormons) \| |
| Arbitro:                | Barbaresco (Cormons) |       |        |                                                              |

| Arbitro: | Lapi (Firenze) |

|                                             |           |  |
| Bernardis 29’ Galuppi 44’ Vitali 64’ (rig.) | Marcatori |  |

| Arbitro: | Mattei (Macerata) |

|            |           |                       |
| Vivian 80’ | Marcatori | 25’ Pezzato 70’ Paina |

| Arbitro: | Reggiani (Bologna) |

|                            |           |                            |
| Magherini 13’ Ballabio 85’ | Marcatori | 25’ Fiaschi 81’ Piccinetti |

| Arbitro: | Schena (Foggia) |

|                             |           |            |
| Piccinetti 21’ Salvioni 75’ | Marcatori | 53’ Gritti |

| Novara 28 marzo 1976 | Novara          | 0 – 0 | Pescara | Nuovo Stadio Comunale\| Arbitro: \| Serafino (Roma) \| |
| Arbitro:             | Serafino (Roma) |       |         |                                                        |

| Arbitro: | Barbaresco (Cormons) |

|  |           |                     |
|  | Marcatori | 7’ (aut.) Battilani |

| Arbitro: | Terpin (Trieste) |

|                         |           |  |
| Marchetti 53’ Rocca 77’ | Marcatori |  |

| Arbitro: | Benedetti (Roma) |

|                                     |           |  |
| Vivian 8’ Marchetti 27’, 57’ (rig.) | Marcatori |  |

| Varese 2 maggio 1976 | Varese                       | 0 – 0 | Novara | Stadio Franco Ossola\| Arbitro: \| Agnolin (Bassano del Grappa) \| |
| Arbitro:             | Agnolin (Bassano del Grappa) |       |        |                                                                    |

| Novara 9 maggio 1976 | Novara          | 0 – 0 | Brescia | Nuovo Stadio Comunale\| Arbitro: \| Serafino (Roma) \| |
| Arbitro:             | Serafino (Roma) |       |         |                                                        |

| Arbitro: | Lattanzi (Roma) |

|              |           |  |
| Ulivieri 34’ | Marcatori |  |

| Arbitro: | Ciacci (Firenze) |

|           |           |                |
| Catto 43’ | Marcatori | 67’ Piccinetti |

| Novara 30 maggio 1976 | Novara             | 0 – 0 | Ternana | Nuovo Stadio Comunale\| Arbitro: \| Lazzaroni (Milano) \| |
| Arbitro:              | Lazzaroni (Milano) |       |         |                                                           |

| Arbitro: | Michelotti (Parma) |

|                      |           |                      |
| Menichini 32’ (aut.) | Marcatori | 49’ (rig.) Marchetti |

| Arbitro: | Ciulli (Roma) |

|                       |           |            |
| Galli 54’ Fiaschi 85’ | Marcatori | 76’ Zagano |

| Arbitro: | Menicucci (Firenze) |

|                              |           |  |
| Palanca 58’, 65’ Improta 70’ | Marcatori |  |

| Arbitro: | Agnolin (Bassano del Grappa) |

|             |           |  |
| Turella 17’ | Marcatori |  |

### Coppa Italia

#### Girone eliminatorio
| Arbitro: | Foschi (Forlì) |

|                   |           |  |
| Ciceri 90’ (rig.) | Marcatori |  |

| Arbitro: | Barbaresco (Cormons) |

|             |           |           |
| Fiaschi 85’ | Marcatori | 10’ Viola |

| Arbitro: | Bergamo (Livorno) |

|                       |           |  |
| Sala 30’ Lombardo 70’ | Marcatori |  |

| Arbitro: | Vannucchi (Bologna) |

|                    |           |                       |
| Fiaschi 89’ (rig.) | Marcatori | 44’ Mascetti 80’ Moro |

## Statistiche

### Statistiche di squadra
| Competizione | Punti | In casa | In casa | In casa | In casa | In casa | In casa | In trasferta | In trasferta | In trasferta | In trasferta | In trasferta | In trasferta | Totale | Totale | Totale | Totale | Totale | Totale | DR |
| Competizione | Punti | G       | V       | N       | P       | Gf      | Gs      | G            | V            | N            | P            | Gf           | Gs           | G      | V      | N      | P      | Gf     | Gs     | DR |
| ------------ | ----- | ------- | ------- | ------- | ------- | ------- | ------- | ------------ | ------------ | ------------ | ------------ | ------------ | ------------ | ------ | ------ | ------ | ------ | ------ | ------ | -- |
| Serie B      | 41    | 19      | 7       | 11      | 1       | 17      | 8       | 19           | 3            | 10           | 6            | 14           | 21           | 38     | 10     | 21     | 7      | 31     | 29     | +2 |
| Coppa Italia |       | 2       | 0       | 1       | 1       | 2       | 3       | 2            | 0            | 0            | 2            | 0            | 3            | 4      | 0      | 1      | 3      | 2      | 6      | -4 |
| Totale       | -     | 21      | 7       | 12      | 2       | 19      | 11      | 21           | 3            | 10           | 8            | 14           | 24           | 42     | 10     | 22     | 10     | 33     | 35     | -2 |

### Statistiche dei giocatori[3]
| Giocatore           | Serie B  | Serie B | Coppa Italia | Coppa Italia | Totale   | Totale |
| Giocatore           | Presenze | Reti    | Presenze     | Reti         | Presenze | Reti   |
| ------------------- | -------- | ------- | ------------ | ------------ | -------- | ------ |
| R. Castronovo       | -        | -       | 3            | 0            | 3        | 0      |
| S. Ferrari          | 24       | 0       | 4            | 0            | 28       | 0      |
| E. Fiaschi          | 35       | 9       | 3            | 2            | 38       | 11     |
| G. Galli            | 13       | 1       | 4            | 0            | 17       | 1      |
| C. Garella          | 38       | -29     | 4            | -6           | 42       | -35    |
| L. Giannini         | 28       | 0       | 1            | 0            | 29       | 0      |
| G. Guidetti         | -        | -       | 2            | 0            | 2        | 0      |
| M. Lugnan           | 30       | 0       | 3            | 0            | 33       | 0      |
| A. Marchetti        | 32       | 7       | -            | -            | 32       | 7      |
| L. Menichini        | 29       | 0       | 3            | 0            | 32       | 0      |
| G. Morelli          | 2        | 0       | 2            | 0            | 4        | 0      |
| C. Pellegrini (III) | -        | -       | 1            | 0            | 1        | 0      |
| G. Paolillo         | 1        | 0       | -            | -            | 1        | 0      |
| G. Pauselli         | 1        | 0       | -            | -            | 1        | 0      |
| C. Piccinetti       | 32       | 7       | -            | -            | 32       | 7      |
| O. Rolfo            | 3        | 0       | -            | -            | 3        | 0      |
| S. Salvioni         | 35       | 1       | 4            | 0            | 39       | 1      |
| E. Scorletti        | 15       | 0       | 4            | 0            | 19       | 0      |
| G. Udovicich        | 27       | 0       | 2            | 0            | 29       | 0      |
| M. Venturini        | 1        | 0       | -            | -            | 1        | 0      |
| A. Veschetti        | 35       | 0       | 4            | 0            | 39       | 0      |
| A. Vivian           | 36       | 2       | 4            | 0            | 40       | 2      |